# غاف عسيلي الأزهار

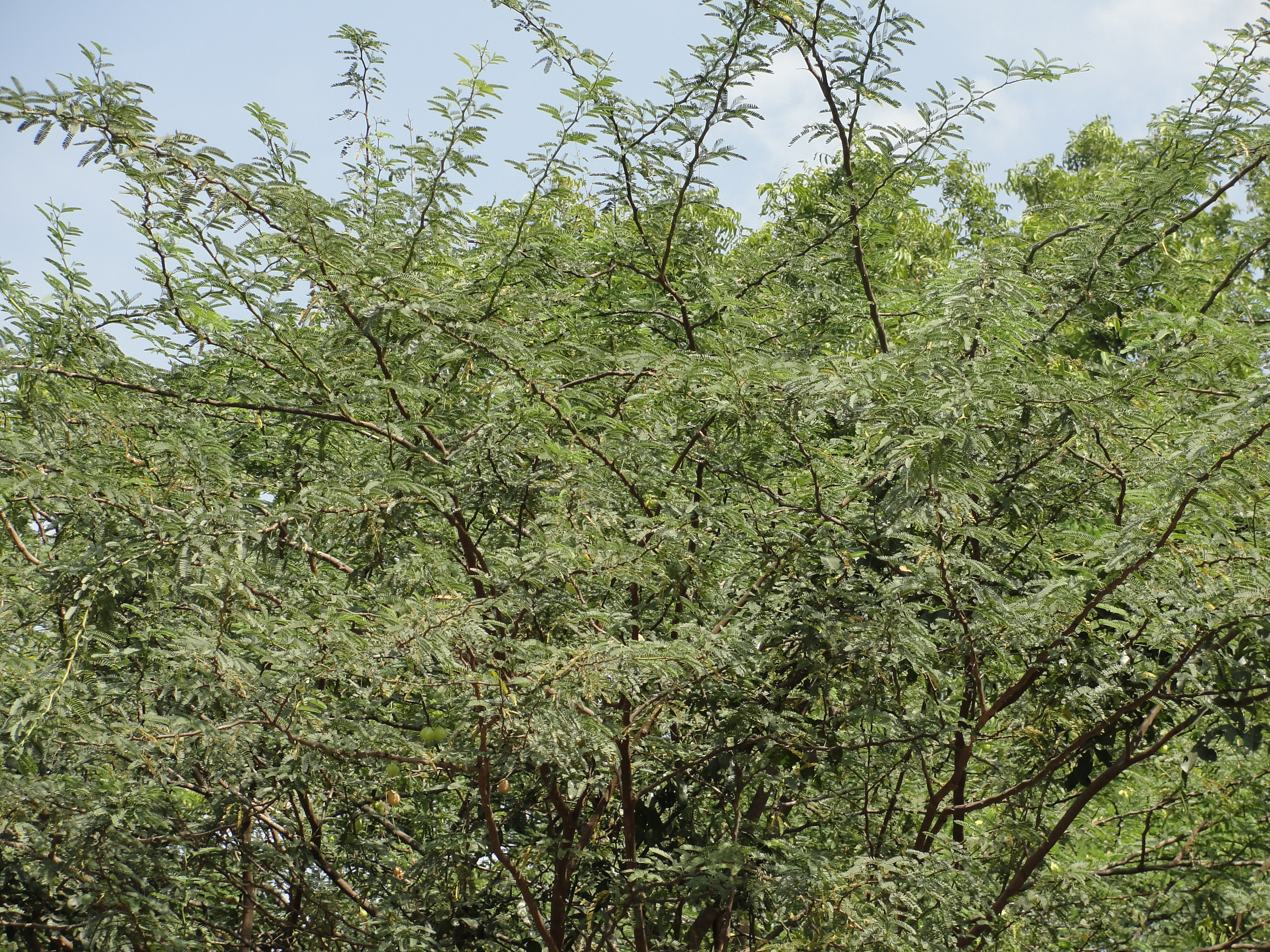
A scene of Prosopis juliflora

غاف عسيلي الأزهار و هو نوع من المسكيت (نبات) يتبع جنس الغاف من الفصيلة البقولية و (الاسم العلمي:Prosopis juliflora).